# Oswego (Montana)
Pour les articles homonymes, voir Oswego.
Oswego est une communauté non incorporée américaine située dans le comté de Valley, dans l’État du Montana. 
Elle est située dans la réserve indienne de Fort Peck.